# Aad de Mos
Adriaan Johan (Aad) de Mos (Den Haag, 27 maart 1947) is een Nederlands voetbaltrainer en voormalig voetballer.
De Mos begon na een bescheiden spelerscarrière bij onder meer ADO Den Haag en Excelsior aan een succesvolle loopbaan als trainer. De coach uit Den Haag maakte vooral furore in de seizoenen 1980/81 tot en met 1991/92, toen hij naast éénmaal een tweede plaats als interim-trainer (opgeklommen van een zesde plaats in de tussenklassering tijdens zijn debuut) en eenmaal een derde plaats zeer kort achter nummer twee, als hoofdtrainer drie* landstitels (één als assistent en twee* als hoofdtrainer) en een van de twee bekerfinales met Ajax won, vervolgens de Europacup II en Europese Supercup met KV Mechelen won en een landstitel met RSC Anderlecht veroverde. Na deze succesvolle periode, die vanaf maart 1981 tot en met half 1992 bijna 11½ jaar duurde, veranderde De Mos regelmatig van werkgever, hetgeen hem onder meer de bijnaam Aad Afkoopsom opleverde. Zo was hij nog actief bij onder andere Vitesse, PSV en Sparta Rotterdam en als bondscoach van de Verenigde Arabische Emiraten. Sindsdien is hij vooral werkzaam als tv-analist.

## Spelerscarrière
Aad de Mos sloot zich op 10-jarige leeftijd aan bij de jeugd van ADO Den Haag, waar zijn vader en oud-voetballer Henk de Mos een functie bekleedde. De Mos was bij de jeugd aanvoerder van een team dat verder ook Lex Schoenmaker, Harry Vos en Dick Advocaat bevatte. Hij kreeg een contract bij ADO, maar speelkansen leverde hem dat niet op. Na een incidentje werd de Mos door trainer Ernst Happel naast het tweede elftal gezet. De Oostenrijkse succescoach gaf hem ook de opdracht om de 10-jarigen van ADO te trainen, waar toen zijn zoon Ernst Happel junior speelde.
Nadien belandde De Mos bij RVC, een amateurclub uit Rijswijk waar toen onder meer oud-profvoetballer als Cock Clavan en Carol Schuurman speelden. In 1969 werd hij met RVC kampioen in de amateurafdelingen. Een jaar later stapte de 23-jarige De Mos, die inmiddels ook leerkracht was in het basisonderwijs, over naar VV Wilhelmus. Zijn carrière sloot hij af bij Excelsior Rotterdam. Een ernstige blessure aan de lies dwong hem om in 1973 te stoppen met voetballen.

## Trainerscarrière

### Beginjaren
De Mos ging vanaf dan aan de slag bij zijn ex-club Wilhelmus. Daar was hij voor het eerst volwaardig trainer. In 1975 nam hij De Valkeniers onder zijn hoede. Met de club uit Rijswijk werd hij twee jaar op rij kampioen. Eind jaren 70 keerde hij als coach terug naar zijn ex-club RVC.

### Ajax

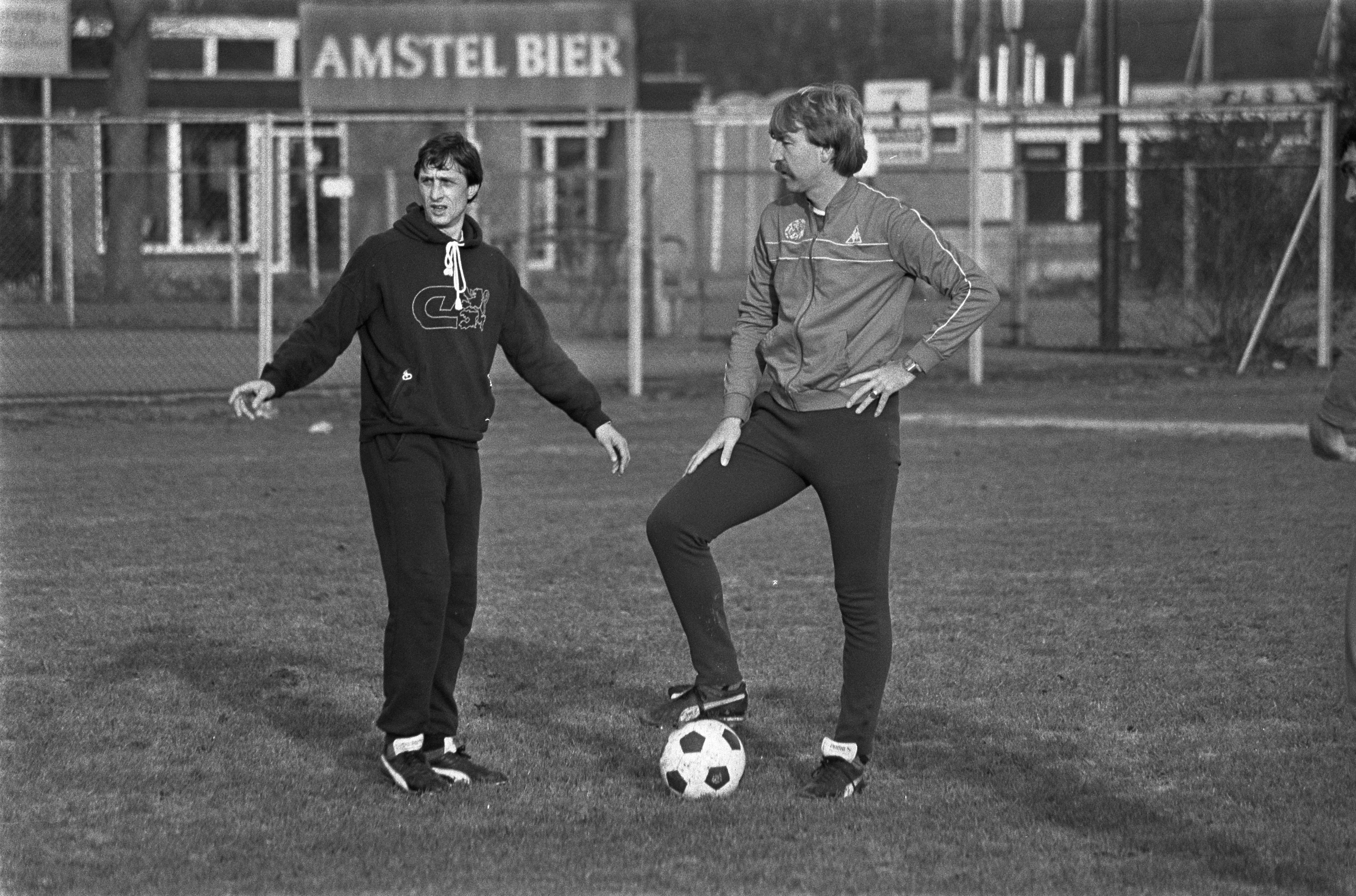
Johan Cruijff en assistent-trainer Aad de Mos (rechts) op 3-12-1981. 3 dagen later, op 6 december 1981 in het duel Ajax-Haarlem 4-1, maakte Cruijff zijn al sinds november 1980 verwachte rentree. Na 19 augustus 1973 (Ajax-FC Amsterdam 6-1) had Cruijff ruim acht jaar lang geen competitiewedstrijden meer voor Ajax gespeeld.

In het seizoen 1980/81 kreeg de in Rijswijk woonachtige Hagenaar de kans om jeugdtrainer te worden bij Ajax. De Mos aarzelde niet en ging half 1980 in op het aanbod. Na het vertrek van hoofdcoach Leo Beenhakker begin maart 1981 nam De Mos voor bijna vier maanden de zaken waar als hoofdtrainer van de Amsterdamse club, samen met assistent-coach Bobby Haarms. Ajax had er toen al 20 van de 34 competitieduels op zitten. Terwijl namen als Ernst Happel, Tomislav Ivić en Kurt Linder genoemd werden, loodste De Mos Ajax, dat in december 1980/januari 1981 nog achtste stond in de competitie op het nippertje nog naar een 2de plaats en bovendien naar de bekerfinale, waarin met 3-1 verloren werd van landskampioen AZ'67. Zijn eerste wedstrijd was Ajax-Excelsior (7-2) op 15 maart 1981. Vlak voor dit duel stond Ajax zesde in de eredivisie. De wedstrijd FC Utrecht-Ajax, die op 21 december 1980 wegens een besneeuwd en beijzeld veld werd afgelast, werd op 1 april 1981 ingehaald. FC Utrecht, met trainer Han Berger, en spelers als Hans van Breukelen, Leo van Veen, Ton de Kruijk, Ton du Chatinier, Frans Adelaar, Jan Wouters, Gert Kruys, Jan van den Akker, Ben Rietveld en Willy Carbo, dat dat seizoen de hoogste eindklassering ooit haalde, namelijk derde, werd door De Mos in de maling genomen. De Mos had vlak voor de wedstrijd namelijk een verkeerde opstelling doorgegeven. Deze aanpak had succes, want Ajax behaalde in dit moeilijke en cruciale uitduel een zwaar bevochten 2-1 overwinning. Vier dagen later liet De Mos Gerald Vanenburg tijdens de wedstrijd Ajax-FC Den Haag (2-0) debuteren, zoals een maand later, op 3 mei 1981, Sonny Silooy zijn eerste kans kreeg (Ajax-Sparta 2-1). Vanaf 15 maart 1981 werd in de laatste 14 wedstrijden slechts eenmaal gelijkgespeeld en eenmaal verloren. Op 11 april 1981 bracht Ajax het toen zo superieure AZ'67 (met spelers als Ronald Spelbos, Peter Arntz, Jan Peters, Kristen Nygaard, Kurt Welzl, Kees Kist en Pier Tol) in Alkmaar de enige nederlaag van het seizoen in de eredivisie toe door een goal van Frank Arnesen. Een andere topper, op 24 mei 1981 thuis tegen Feyenoord, werd met 4-1 gewonnen door goals van Tscheu La Ling (2x), Frank Arnesen en Wim Kieft. Ajax eindigde dit moeilijke seizoen nog met 88 goals vóór en 54 goals tegen (doelsaldo +34). In de laatste 14 eredivisieduels in 1980/81 onder interim-trainer de Mos, werden er 12 gewonnen, 1 gelijkgespeeld, en 1 verloren, doelsaldo +23 (35-12).
Half 1981 vertrok vervolgens aanvoerder Frank Arnesen naar het Spaanse Valencia, welke beslissing hij eind maart 1981 al had genomen, na het vertrek van technisch adviseur Johan Cruijff naar het Spaanse Levante (nabij Valencia) en het daarop volgende vertrek van trainer Leo Beenhakker, die met een 3-1 uitnederlaag tegen PSV op 7 maart 1981 afscheid van Ajax nam. Ajax wist wel de andere Deense aanvallende middenvelder Søren Lerby te behouden, die de nieuwe aanvoerder van Ajax werd. Ook werd in juni 1981 de 20-jarige Deen Jesper Olsen aangetrokken als linkerspits. De periode van De Mos als interim-trainer tussen maart en juni 1981 beviel het Ajax-bestuur, dat hem de functie van hoofdtrainer beloofde na een stage onder Kurt Linder in het seizoen 1981/82. De Mos veroverde in 1982, als assistent van Linder, zijn eerste landstitel met Ajax, met 117 goals vóór en 42 goals tegen (doelsaldo +75).
Vanaf juni 1982 nam De Mos de taken van Linder over en kreeg hij spelers als Johan Cruijff, Marco van Basten, Wim Kieft, Gerald Vanenburg, Frank Rijkaard, Sonny Silooy, John van 't Schip, Jesper Olsen en Søren Lerby onder zijn hoede, alsmede nieuwe aankoop Jan Mølby. Het werd meteen een succesverhaal. In zijn eerste seizoen 1982/83 als hoofdcoach won Ajax de dubbel, in de eredivisie scoorde Ajax in de 34 duels 106 keer, en er werden 41 tegentreffers geïncasseerd (doelsaldo +65). Na het seizoen verloor De Mos Cruijff aan Feyenoord. Zijn sterspeler verliet de club na een conflict met voorzitter Ton Harmsen. Ook linkermiddenvelder en aanvoerder Søren Lerby, die al sinds de lente van 1981 in de belangstelling stond van Bayern München, vertrok half 1983. Centrumspits en Europees topscorer van het seizoen 1981/1982 Wim Kieft, ging half 1983 bij Pisa in Italië spelen. Doelman Piet Schrijvers vertrok na negen jaar naar PEC Zwolle, waar hij herenigd werd met ex-Ajacied Johnny Rep en ex-Ajax-trainer Cor Brom. Leo van Veen, Mister FC Utrecht, keerde na zijn eenjarig uitstapje bij Ajax, half 1983 terug bij FC Utrecht. Het lag vrijwel uitsluitend aan het vertrek van clubicoon en super-prestatieman Johan Cruijff, dat het seizoen 1983-1984 voor Ajax een moeilijker seizoen dan het voorgaande werd, doordat Feyenoord nu ineens veel sterker werd (1982-1983 54 punten, doelsaldo +33 (72-39); 1983-1984 57 punten, doelsaldo +65 (96-31), een verdubbeling van het doelsaldo, een toename met 32). Het lag niet zozeer aan het vertrek van alle andere spelers half 1983, al verloor Ajax met Søren Lerby wel een uitstekende, snelle, veelscorende aanvallende 25-jarige middenvelder, die ook verdedigend sterk was, een super-balheroveraar, met een uitstekende wedstrijdmentaliteit.
De aankopen Ronald Koeman en Felix Gasselich en de uit eigen jeugd afkomstige spelers John Bosman, 2de doelman Stanley Menzo en Winston Haatrecht waren hun vervangers in de selectie. En hoewel Ajax met een zeer talentvolle, onervaren selectie van gemiddeld 21 jaar en een uiterst talentvol 1ste elftal van gemiddeld 22 jaar in september 1983 nog verrassend met 8-2 van Feyenoord won en tot en met zaterdag 10 maart 1984 - soms afgewisseld door PSV - het beste doelsaldo in de eredivisie had, werd het Rotterdamse Feyenoord in het seizoen 1983/84 kampioen. Ajax werd 3de van de 18 clubs in de eredivisie, met 100 goals vóór en 46 goals tegen, met een uiterst minimale achterstand op nummer twee, PSV (2de. PSV 52 punten, doelsaldo +56 (88-32); 3de. Ajax 51 punten, doelsaldo +54 (100-46)). Ruwweg bezette Ajax ¼ van het aantal ronden de eerste plaats op de ranglijst, ¼ de tweede plaats en de helft de derde plaats. Ajax nam dit seizoen ook deel aan het zaalvoetbaltoernooi in sporthal Amsterdam-Zuid, waar PEC Zwolle (13-2) en de All Stars (11-1) eind december 1983 met een groot verschil werden verslagen. Ajax won ook met 6-5 van het Nederlands nationaal zaalvoetbalteam, maar verloor met 6-3 van Haarlem. Winston Haatrecht en vooral Gerald Vanenburg waren de uitblinkers tijdens dit toernooi.

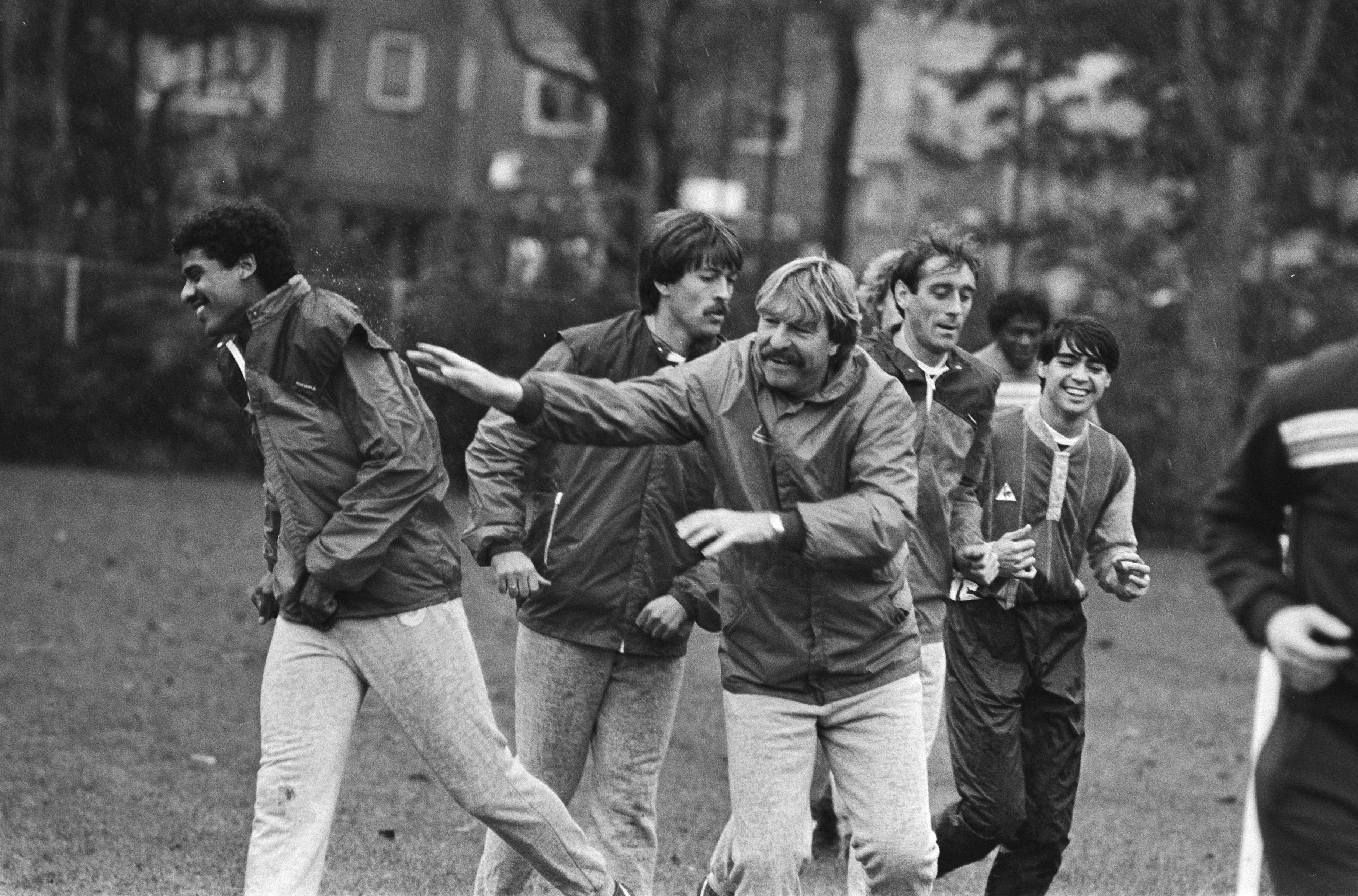
De Mos (midden) dolt met Frank Rijkaard tijdens een training van Ajax (21-10-1984). Op de achtergrond v.l.n.r.: Felix Gasselich, Walter Meeuws, Stanley Menzo en Sonny Silooy.

Na een in hoofdlijnen voortreffelijk verlopen voorbereiding in juli en augustus 1984, raakte Ajax op 22 augustus 1984 spijtig genoeg centrumverdediger en middenvelder Jan Mølby kwijt aan Liverpool, vlak voor de competitiestart. Met de enkele maanden eerder aangetrokken 30-jarige routinier Ronald Spelbos als extra versterking voor het centrum van de verdediging en de 21-jarige Utrechtse linkerspits Rob de Wit als vervanger voor de naar Manchester United vertrokken Jesper Olsen, leek De Mos met zijn selectie in het seizoen 1984/85 vanaf begin september 1984 desondanks op weg naar de titel, na in de eerste 16 ronden ongeslagen te zijn geweest (13 zeges, twee gelijke spelen uit, nul nederlagen en een inhaalduel tegoed; doelsaldo +31 (46-15), tweede week december 1984). Ook werd voor het eerst in 13 seizoenen weer eens een uitwedstrijd tegen Feyenoord in Rotterdam gewonnen: 3-1, op 25 november 1984. In de tweede seizoenshelft, met name in april en in de eerste week van mei 1985, begon de club echter in rap tempo punten te verliezen, waardoor concurrenten Feyenoord en PSV steeds dichterbij kwamen. De Mos voerde vele tactische wisselingen uit, maar kreeg het elftal slecht op de rails. Na de verrassende 3-1 thuisnederlaag tegen FC Groningen op 21 april 1985, leed Ajax twee wedstrijden later op de druilerige zondag van 5 mei 1985 een ontluisterende 1-0 nederlaag uit tegen HFC Haarlem en behield de club ternauwernood de koppositie, doordat ook PSV punten verspeelde. Op 6 mei vroeg aanvoerder Dick Schoenaker een gesprek aan met het bestuur, dat concludeerde dat er onvoldoende draagvlak was voor het aanhouden van de trainer. Ten tijde van het ontslag van de Mos stond de Amsterdamse club op de eerste positie, zoals vrijwel alle 34 ronden het geval was (met een kleine voorsprong op PSV en een iets ruimere voorsprong op Feyenoord). Een trainerstrio bestaande uit Spitz Kohn, Tonny Bruins Slot en Cor van der Hart maakte het seizoen vol, werd landskampioen en liep tot en met Tweede Pinksterdag, maandag 27 mei 1985, acht punten uit op PSV en Feyenoord (Ajax 54 punten (24 zeges, 6 x gelijk, 3 nederlagen), doelsaldo +51 (93-42); PSV 46 punten, doelsaldo +47 (80-33); Feyenoord 46 punten, doelsaldo +34 (84-50)). Wel verspeelde Ajax het beste doelsaldo op de laatste speeldag, door op zondag 2 juni 1985 uit met 4-0 van PSV te verliezen. Ajax eindigde met 54 punten (24 zeges, zesmaal gelijk, vier nederlagen) en een doelsaldo van +47 (93-46); PSV finishte met 48 punten en het beste doelsaldo van +51 (84-33); Feyenoord sloot het seizoen af met 48 punten en een doelsaldo van +36 (87-51) uit 34 duels. In het Europa Cup III-toernooi behaalde Ajax in de returnwedstrijd van de 1e ronde, op 3 oktober 1984 een 14-0 thuisoverwinning tegen Red Boys Differdange, een nieuw Nederlands record. Evenaring van het Europees record, 15 doelpunten verschil, werd net gemist. In het seizoen 1963/64 won het Portugese Sporting Lissabon namelijk met 16-1 van APOEL Nicosia uit Cyprus. In de tweede ronde werd Ajax uitgeschakeld door Bohemians Praag uit Tsjechoslowakije (1-0 thuiszege op 24 oktober 1984, 1-0 uitnederlaag na verlenging op 7 november 1984, 1-1 totaalscore; de strafschoppenreeks werd door Ajax vervolgens met 4-2 verloren). Ajax was voorts nog winnaar van het zaalvoetbaltoernooi in het seizoen 1984/85, dat eind december 1984 werd gehouden in Rotterdam Ahoy. Ajax won alle negen wedstrijden. De finale was zeer doelpuntenrijk en zeer spannend, Ajax-Sparta eindigde in 17-15.

### KV Mechelen
In 1985/86 zat John Cordier, voorzitter van KV Mechelen, voor het eerst met De Mos aan tafel. Hij wilde onder leiding van de Hagenaar een topteam samenstellen voor het volgende seizoen. De Mos, die pas vanaf juni 1986 trainer zou worden, begon meteen met het scouten van nieuwe spelers. Maar omdat Mechelen inmiddels steeds verder wegzakte, werd trainer Ernst Künnecke nog voor het einde van de competitie aan de kant geschoven. De Mos werd op vraag van Cordier vroeger dan gepland trainer van de club. Hij zorgde ervoor dat het bescheiden elftal niet in degradatieproblemen kwam.

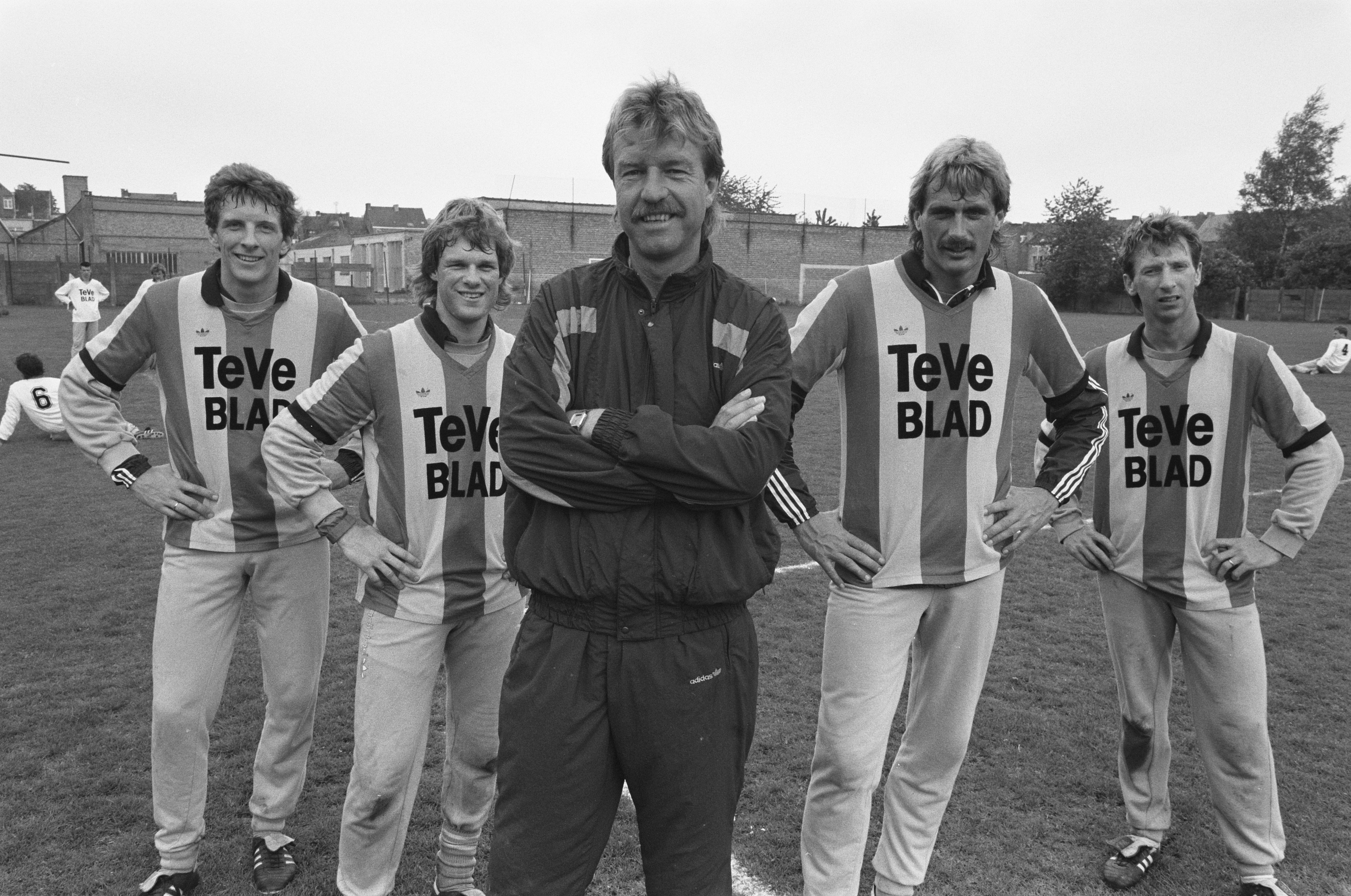
De Nederlanders van KV Mechelen: Graeme Rutjes, Erwin Koeman, Aad de Mos, Piet den Boer en Wim Hofkens (1988).

In de zomer van 1986 haalde De Mos Michel Preud'homme, Lei Clijsters, Wim Hofkens, Geert Deferm, Alain De Nil en Paul De Mesmaeker naar Mechelen. Dat de nieuwe namen versterkingen waren, werd meteen duidelijk. De Mos werd in zijn eerste volledige seizoen bij Mechelen meteen vicekampioen. De club veroverde bovendien voor het eerst in de geschiedenis de beker. In de finale won Mechelen met 1-0 van Club Luik na een goal van Piet den Boer. De Mos werd in 1987 ook verkozen tot Trainer van het Jaar.
Een jaar later mocht Mechelen voor het eerst Europees spelen. Als bekerwinnaar nam de club deel aan de Europacup II. Daarin kon het team van De Mos meteen stunten. Mechelen schakelde achtereenvolgens Dinamo Boekarest, St. Mirren FC en Dinamo Minsk uit. In de halve finale stond Malinwa tegenover het Italiaanse Atalanta Bergamo. De heenwedstrijd werd met 2-1 gewonnen, maar in de terugwedstrijd liep het minder vlot. Pas toen De Mos de scheidsrechter tijdens de rust betrapte met een vrouw in zijn kleedkamer, veranderde het wedstrijdbeeld. Mechelen won met 2-1 en mocht door naar de finale in Straatsburg. Daarin stond De Mos tegenover zijn ex-werkgever. De Mos was uit op sportieve revanche en bedacht verschillende tactieken om Ajax te bekampen. Zo vroeg hij zijn jeugdvriend Dick Advocaat, die inmiddels coach was van Haarlem, om een bepaald spelsysteem uit te proberen in een competitieduel tegen Ajax, wat hij deed. In de finale won KV Mechelen met 1-0 na opnieuw een goal van Den Boer. De Mos noemde het achteraf het hoogtepunt van zijn carrière.
In het seizoen 1988/89 kreeg De Mos, die in Mechelen bekendstond als een heel bijgelovige trainer, er met Bruno Versavel, John Bosman en Marc Wilmots nog enkele versterkingen bij. Malinwa zette dan ook alles op alles om een eerste landstitel sinds 1948 binnen te halen. Grote concurrent RSC Anderlecht werd eerst in de Europacup II uitgeschakeld en schoot nadien ook in de competitie tekort. Mechelen werd in 1989 voor de vierde en tot op heden laatste keer kampioen.
In februari 1989 won Mechelen ook de UEFA Super Cup na twee duels tegen PSV. Het team van De Mos won thuis overtuigend met 3-0 na twee doelpunten van Bosman en een eigen doelpunt van Stan Valckx. In Eindhoven had Mechelen genoeg aan een 1-0 nederlaag om de Europese supercup in ontvangst te nemen.
Hoewel De Mos na de Europese supercup ook nog de titel won, waren zijn dagen Achter de Kazerne geteld. Telindus, het bedrijf van voorzitter Cordier, verkeerde in financiële moeilijkheden, waardoor de sterke man op het punt stond om de geldkraan dicht te draaien. De Mos, die in 1989 voor de tweede keer Trainer van het Jaar werd, was bovendien al voor het einde van het seizoen 1988/89 zeker van een overstap naar Anderlecht.

### Anderlecht
Anderlecht moest eind jaren 80 toekijken hoe KV Mechelen in zowel binnen- als buitenland hoge ogen gooide. Dat was niet naar de zin van voorzitter Constant Vanden Stock, die vreesde dat Mechelen door zijn geografische ligging - zo'n 35 km verwijderd van Anderlecht - te veel supporters van Anderlecht zou afpakken. In 1989 maakte hij een einde aan de heerschappij van Mechelen door De Mos naar de hoofdstad te halen.
De eerste opmerkelijke transfer na de komst van De Mos was die van Marc Degryse. De Hagenaar wou de aanvaller van Club Brugge eerst naar KV Mechelen halen, maar besloot hem uiteindelijk mee te nemen naar Anderlecht. Vanden Stock betaalde 90 miljoen BEF (zo'n €2,25 miljoen) voor Degryse, wat in die dagen een recordbedrag was.
De Mos loodste Anderlecht in zijn eerste seizoen naar de finale van de Europacup II. In de 1/8e finale van het toernooi had Anderlecht het FC Barcelona van Cruijff uitgeschakeld. Thuis won Anderlecht met 2-0 na doelpunten van Milan Jankovic en Degryse, in Camp Nou verloor paars-wit met dezelfde cijfers. Anderlecht won uiteindelijk na verlengingen, waarin Marc Van der Linden het beslissende doelpunt maakte. In de finale nam Anderlecht het op tegen het Sampdoria van onder meer Gianluca Vialli en Roberto Mancini. Anderlecht verloor na verlengingen met 2-0. De Mos kreeg achteraf het verwijt dat hij Luc Nilis te lang op de bank had laten zitten. De spits mocht pas na 105 minuten invallen.
In 1991 deed De Mos waarvoor hij naar Anderlecht was gehaald: prijzen pakken. Hoewel hij dat jaar met Anderlecht zijn eerste landstitel veroverde, kwam er ook steeds vaker kritiek op zijn aanpak. Zo zette hij de getalenteerde jeugdspeler Pär Zetterberg naast het elftal omdat hij aan suikerziekte leed. Vanden Stock stoorde zich dan weer aan zijn soms flamboyante houding. Toen Anderlecht zich op 11 mei 1991 tegen stadsrivaal RWDM van de titel verzekerde, stormde De Mos nog voor het laatste fluitsignaal enthousiast het veld op. Niet alleen droeg hij op dat ogenblik een "drakenjasje" dat Vanden Stock onsmakelijk vond, hij bracht ook de veiligheid in gevaar. Even later volgden immers duizenden supporters zijn voorbeeld. De twee doelen werden door supporters afgebroken. Manager Michel Verschueren, die verantwoordelijk was voor de veiligheid in en rond het stadion, sprak door het voorval lange tijd niet met De Mos. De trainer werd ook voor een wedstrijd geschorst door de voetbalbond.

Dat [drakenjasje] had ik enkele dagen eerder gekocht; ik vond het speciaal en mooi. Ik ben nooit een trainer geweest om in kostuum op de bank te zitten, zelfs niet bij Anderlecht.

Een jaar later bleek het krediet van de Hagenaar volledig op. Vanden Stock ergerde zich groener en geler dan de kleuren van de Haagse vlag, toen De Mos in die periode ook rond reed met een Mercedes met het kenteken AAD-300. Na het seizoen 1991/92, waarin Anderlecht geen enkele prijs won, werd hij bedankt voor bewezen diensten. De Mos verklaarde later dat hij ontslagen werd omdat het bestuur - volgens De Mos ten onrechte - vermoedde dat hij zijn belangenvertegenwoordiger, de gerenommeerde spelersmakelaar Ger Lagendijk, in de club wilde binnenloodsen.

### PSV
Na een jaar zonder club werd De Mos in 1993 voorgesteld als nieuwe trainer van PSV. Hij werd door Jacques Ruts aangenomen, die kort hierop vervangen werd door Bill Maeyer. De Mos kreeg van Maeyer de opdracht de bezem door de verouderde selectie te halen. De Eindhovense club nam afscheid van onder meer Romário en Gerald Vanenburg en trok in ruil het 19-jarige supertalent Nii Lamptey aan. De Mos, die voor aanvang van het seizoen blufte dat hij "een garantie voor succes" was, kende de Ghanees nog van Anderlecht.
In zijn eerste jaar bij PSV keerde de gewaagde uitspraak over succes zich al snel tegen hem. PSV werd in de competitie derde, op 10 punten van kampioen Ajax, en op een achterstand van 36 qua doelsaldo op Ajax (Ajax +60, PSV +24). In de zomer nam PSV, naar aanleiding van de bevindingen van De Mos, afscheid van diverse oudgedienden waaronder Adri van Tiggelen, Wim Kieft, Juul Ellerman, Jan Heintze, Erwin Koeman, Gheorghe Popescu en Berry van Aerle. In de zomer van 1994 haalde De Mos diverse versterkingen naar Eindhoven. Zo werden als nieuwe sterkhouders Marciano Vink, Jan Wouters en Ronaldo gehaald. Bij Anderlecht haalde hij Luc Nilis weg. Hij liet journalist Carl Huybrechts een videotape van Nilis samenstellen om het clubbestuur te overtuigen.
De Mos maakte ook in het seizoen 1994/95 geen goede indruk. De nieuwe spelers hadden tijd nodig om te wennen en resultaten bleven uit. In september 1994 speelde PSV in de UEFA Cup tegen Bayer Leverkusen. De kopsterke spits Erik Meijer werd in dat duel als linksback uitgespeeld. PSV verloor de wedstrijd met 5-4 en werd al in de eerste ronde uitgeschakeld. Ook een jaar eerder was de Eindhovense club er al in de eerste ronde uitgevlogen tegen een Duitse club.
Op 23 oktober 1994 speelde PSV thuis tegen De Mos' oude werkgever Ajax. Bij het bekendmaken van de opstelling vertelde De Mos dat de jonge Boudewijn Zenden een basisplaats zou hebben, bij de aftrap bleek echter Erik Meijer te spelen. Deze opmerkelijke actie, waarop Ajaxtrainer Louis van Gaal eenvoudig pareerde, kwam De Mos op veel kritiek te staan, zeker omdat de ploeg al na 16 minuten 3-0 achterstond en de wedstrijd uiteindelijk met 4-1 verloor. De Mos werd een wedstrijd later op staande voet ontslagen na een 2-1 nederlaag tegen Willem II. De club bleek zich er echter niet van bewust, dat naast De Mos geen van de trainers van het eerste elftal of de jeugdopleiding voldoende gekwalificeerd was om het eerste elftal te leiden. Na een lange zoektocht werd uiteindelijk scout en oud-trainer Kees Rijvers tegen zijn zin aangesteld als zijn tijdelijke vervanger.

Na Anderlecht had ik nooit naar PSV moeten gaan. Het is de enige keuze waar ik écht spijt van heb.

Eind 1994 beklaagde De Mos zich in Studio Sport over het bestuur van PSV, dat hij verweet in paniek te hebben gehandeld: "Ik ben ontslagen door mensen die in potentie te weinig bagage hadden om de situatie op waarde te kunnen schatten". Hij doelde hiermee op de onervarenheid van voorzitter Bill Maeyer en technisch manager Frank Arnesen, die kort daarvoor de bestuurlijke taken van Jacques Ruts en Kees Ploegsma hadden overgenomen. De Mos kende Arnesen nog uit de tijd dat hij interim-trainer was bij Ajax van maart 1981 tot en met juni 1981, Arnesen was toen aanvoerder van Ajax.

### Werder Bremen
Op 6 maart 1995 werd De Mos voorgesteld als nieuwe trainer van het Duitse Werder Bremen. Hij tekende een contract voor twee seizoenen en moest vanaf juni 1995 Otto Rehhagel opvolgen. De Duitser verliet de club na 14 jaar voor concurrent Bayern München en liet dus een zware erfenis achter. De Hagenaar zag hoe Werder Bremen net voor zijn komst vicekampioen werd.
De Mos was in de zomer van 1995 overigens niet de enige nieuwkomer bij Werder Bremen. De Duitse topclub trok onder meer de Argentijnse goalgetter Rodolfo Cardoso en de Braziliaanse verdediger Júnior Baiano aan. Op de eerste training kwamen er dan ook meer dan 1.000 supporters opdagen. Ondanks de opvallende aankopen zakte de vicekampioen snel weg in de Bundesliga. Werder Bremen belandde in de middenmoot en stelde ook Europees teleur. In de 1/8e finale van de UEFA Cup werden de Duitsers uitgeschakeld door zijn ex-club PSV.
Na de Europese uitschakeling en een reeks competitienederlagen publiceerde Der Spiegel in december 1995 dat De Mos al twee keer om zijn ontslag had gevraagd. De Hagenaar schakelde een advocaat in omdat hij een klacht tegen het weekblad overwoog. Eind december verklaarde manager Willi Lemke in Bild dat de positie van De Mos niet in gevaar was. Op 10 januari 1996 werd De Mos alsnog ontslagen. De Mos vocht zijn ontslag aan en eiste tevergeefs een rentree bij de club.

### Standard Luik
Op 13 maart 1997 tekende de 50-jarige De Mos een contract voor twee seizoenen bij Standard Luik. Hij moest er vanaf juli 1997 de naar landskampioen Lierse vertrokken Jos Daerden opvolgen. Standard had er geen goed seizoen opzitten en hoopte na de komst van de Hagenaar op een ommekeer. In de zomer van 1997 haalde de club de broers Émile en Mbo Mpenza weg bij Excelsior Moeskroen. Maar De Mos eiste nog meer versterkingen, hetgeen niet in goede aarde viel bij het bestuur. Toen hij bovendien op de eerste training niet kwam opdagen - hij was naar eigen zeggen gaan scouten in Brazilië - raakte de relatie met het bestuur verzuurd.
Ondanks een ruime kern wist ook De Mos geen aansluiting te vinden bij de top. Standard raakte al snel verzeild in de middenmoot en kwam in topwedstrijden slecht voor de dag. Tegen Anderlecht, dat bovendien ook slecht aan het seizoen begonnen was, verloren de Rouches met 2-1. Op 17 oktober 1997 ging Standard in eigen huis met 3-0 onderuit tegen Club Brugge. Enkele dagen later werd hij aan de deur gezet.

### Sporting Gijón
Op 19 oktober 1998 ging De Mos aan de slag in Spanje. Hij werd coach van Sporting Gijón, dat in 1998 naar de Segunda División was gedegradeerd. De club die in de tweede divisie op de voorlaatste plaats stond, hoopte dat De Mos hen kon verzekeren van het behoud.
De Mos was de zesde trainer van Gijón in iets meer dan een seizoen tijd. Hij kende een goed debuut door in de beker Real Zaragoza uit te schakelen, maar moest zich vooral op de competitie concentreren. De Mos eiste tijdens de winterstop versterkingen, maar kreeg die niet. Sterker nog, de Hagenaar kreeg te horen dat de club in financiële moeilijkheden zat en besloot op 13 januari 1999 een punt te zetten achter de samenwerking.

### Urawa Red Diamonds
De Mos, die zichzelf ooit een garantie voor succes noemde, kreeg het steeds moeilijker om zijn reputatie van succescoach waar te maken. In juli 1999 verkaste hij verrassend naar Japan, waar hij een contract van zes maanden tekende bij Urawa Red Diamonds. De club uit de J-League verkeerde in sportieve moeilijkheden en had De Mos aangetrokken om de tweede ronde van het kampioenschap in goede banen te leiden. De Mos moest het team in de hoogste afdeling houden, maar slaagde daar niet in. In november 1999 degradeerde de populaire club uit Tokio. Hoewel er nadien nog enkele bekerwedstrijden op het programma stonden, werd zijn contract begin december stopgezet.

### Terug naar Mechelen
In november 2000 keerde De Mos terug naar de club waar hij zijn grootste successen kende: KV Mechelen. De club stond op dat ogenblik op de laatste plaats in eerste klasse. De Hagenaar werd aangesteld als technisch directeur, naar verluidt onbezoldigd. De club raakte echter niet weg van de laatste plaats, waarna in overleg met De Mos besloten werd om in januari 2001 trainer Valère Billen aan de deur te zetten. Barry Hulshoff, die in 1988 in de Europacup II-finale op de bank zat als trainer van Ajax, volgde hem op.
Mechelen verkeerde in financiële moeilijkheden en ook de trainerswissel bleek geen succes. Malinwa zakte in 2001 naar tweede klasse en zette enkele maanden later ook Hulshoff op straat. De Mos' gewezen assistent Fi Van Hoof nam het roer over, terwijl hijzelf op zoek ging naar nieuwe versterkingen. Mechelen werd kampioen in tweede klasse en mocht na een jaar afwezigheid terugkeren naar het hoogste niveau.
In juli 2002 werd manager Geert Lermyte, die door De Mos was aangetrokken, ontslagen en vervangen door Luc Verheyen. Begin augustus 2002, nog voor de eerste competitiewedstrijd van het seizoen 2002/03, kreeg de technisch directeur van diezelfde Verheyen een ontslagbrief. De nieuwe manager verdacht hem ervan "illegaal geld te verdienen aan transfers van spelers van Mechelen". Voorzitter Willy Van den Wijngaert had zich eerder al negatief uitgelaten over het beleid van De Mos.
Het was het begin van een dramatisch seizoen voor de club. Mechelen werd voorlaatste in de competitie, verkeerde in financiële moeilijkheden en behaalde zijn licentie voor het volgende seizoen niet. De club zakte in 2003 naar derde klasse.

### Al-Hilal
Begin maart 2003 verhuisde De Mos naar het Saoedi-Arabische Al-Hilal van prins Abdullah Bin Mosaed. Hij volgde er de Roemeen Ilie Balaci op en tekende aanvankelijk een contract voor drie maanden. De club had hem enkele jaren eerder ook al willen aantrekken.
De Mos, die ook Jan Van Winckel meenam naar Saoedi-Arabië, pakte voor het eerst sinds lange tijd nog eens een prijs. De 56-jarige trainer won in 2003 met Al-Hilal de Crown Prince Cup en verlengde zijn contract bij de steenrijke club. In maart 2004, toen Al-Hilal in de competitie op de tweede plaats stond, vond een machtswissel plaats binnen het bestuur. Prins Abdullah Bin Mosaed werd aan de kant geschoven, waarna De Mos het ondanks de goede resultaten ook voor bekeken hield.

### Verenigde Arabische Emiraten
De Mos bleef hangen in het Midden-Oosten en werd in juni 2004 aangesteld als bondscoach van de Verenigde Arabische Emiraten. Jeugdtrainer Wiel Coerver zat mee achter de aanstelling van de Hagenaar. Jan Van Winckel en René Eijer werden zijn assistenten. De Mos volgde de Britse trainer Roy Hodgson op die twee jaar lang bondscoach was.
De Verenigde Arabische Emiraten zaten in kwalificatiecampagne voor het WK 2006 in de groep van Jemen, Thailand en Noord-Korea. Enkel het land dat eerste werd, mocht door naar de volgende kwalificatieronde. De Mos eindigde met zijn team op de tweede plaats na Noord-Korea en mocht in mei 2005 opkrassen. Hij werd opnieuw opgevolgd door Dick Advocaat.

### Vitesse
Voor aanvang van het seizoen 2006/07 ging Vitesse op zoek naar een opvolger voor trainer Edward Sturing. Technisch directeur Jan Streuer kwam eerst uit bij Johan Boskamp, maar omdat die niet over het gewenste trainersdiploma beschikte, kon hij niet worden aangenomen. Willem van Hanegem en Foppe de Haan haakten af, waarna Streuer in juni 2006 voor De Mos koos. Hij tekende een contract voor een jaar, met een optie voor nog een seizoen. Pieter Huistra en Dick de Boer werden zijn assistenten. Enkele maanden na zijn aanstelling liet De Mos in de pers weten blij te zijn bij Vitesse. Hij hoopte op een lang verblijf bij de club uit Arnhem.
Na een teleurstellend eerste seizoen onder zijn leiding eindigden de Arnhemmers als twaalfde, waarmee ze in de daaropvolgende play-offs voor een ticket voor de Intertoto Cup mochten strijden. Na wedstrijden tegen NAC Breda (3-2 en 0-1 winst) en NEC (1-0 en 0-2 winst), verloor het de finale van FC Utrecht op basis van gescoorde uitdoelpunten.
Het seizoen 2007/08 begon na drie wedstrijden als beste start ooit in de geschiedenis van de club, maar zakte al snel weer terug naar het rechter rijtje. Op 15 maart 2008 speelde Vitesse tegen FC Twente. De Mos gaf de Israëlische verdediger Haim Megrelishvili hierin een basisplaats, maar haalde hem al na zes minuten naar de kant om Alexander Büttner te laten debuteren. De wedstrijd hierna gaf hij de voorkeur aan Theo Janssen, die tot zijn eigen ongenoegen zijn basisplaats op het middenveld was kwijt geraakt. In de wedstrijd tegen AZ van 30 maart keerde Megrelishvili terug in de basis. Ditmaal duurde het zestien minuten voor De Mos hem wisselde. Megrelishvili was kwaad op De Mos en moest door medespelers van het veld worden begeleid. De relatie tussen de spelersgroep en De Mos verslechterde, mede door de aanhoudende zwakke resultaten, en De Mos botste met diverse mensen binnen de club. Op 28 april 2008 tekende De Mos, na het leiden van de ochtendtraining, de ontbinding van zijn contract. De club sprak over een wederzijdse vertrouwensbreuk waardoor er geen basis meer was voor een gezamenlijke toekomst. De Mos kreeg ter compensatie van zijn nog ruim een jaar doorlopende contract, vijf maanden salaris mee.

### AO Kavala
Na twee jaar zonder club verhuisde De Mos naar de Griekse competitie. Op 29 januari 2010 nam hij de leiding over bij Kavala. De Noord-Griekse middenmoter bood hem een contract aan tot het einde van het seizoen. "De vereniging is de laatste jaren opgeklommen van de derde divisie naar het hoogste niveau", aldus De Mos tegen de NOS. "De voorzitter wil verder groeien. Daar gaan we aan werken." De Mos kreeg bij Kavala onder meer Ebi Smolarek onder zijn hoede. De Pool verklaarde in een interview van VI dat de club onder De Mos een gekkenhuis was.
De Hagenaar zorgde er wel voor dat de club in de hoogste afdeling bleef en behaalde zelfs de halve finale van de beker, waarin het werd uitgeschakeld door Aris. Op 2 april 2010 maakte hij bekend op te stappen bij Kavala na onenigheid met het bestuur van die club over revitalisatie van de spelersselectie.

Kavala is voor mij een schilderij, waarin al mijn ervaringen bij elkaar komen.

### Sparta Rotterdam
Een week nadat hij bij Kavala was opgestapt, ging De Mos opnieuw aan de slag in de Eredivisie. In april 2010 volgde de 63-jarige De Mos zijn collega Frans Adelaar op bij Sparta Rotterdam. Een jaar eerder had Sparta hem ook al willen aantrekken.
De Rotterdammers zaten in de degradatiezone en hadden net vijf keer op rij verloren toen De Mos werd aangenomen. De Hagenaar streed tot op de laatste dag om het behoud en nam soms opmerkelijke beslissingen om zijn spelersgroep op scherp te houden. Zo vernederde hij Erik Falkenburg door hem in een duel tegen FC Utrecht al na 23 minuten te wisselen. Sparta moest het in de play-offs opnemen tegen de buren van Excelsior. Een erg late treffer van Guyon Fernandez, die eerder ook al een strafschop had gemist, zorgde ervoor dat Sparta degradeerde. Enkele dagen later, op 18 mei 2010 om precies te zijn, maakte de Mos bekend niet langer bij Sparta door te willen gaan.

Ik ben heel hard aangepakt op het Sparta-verhaal. Ik zou het daar nu niet anders aanpakken dan ik toen gedaan heb. We waren er bijna.

## Analist
De Mos is regelmatig op televisie te zien als analist bij VTM, 2BE en Ziggo Sport. In het verleden was hij ook werkzaam bij Talpa. Tijdens het WK 2006 in Duitsland was De Mos als analist actief bij de NOS en VT4. Hij was ook regelmatig te gast als analist in de televisieprogramma's NOS Studio Voetbal op Nederland 1 en VI op RTL 7.
Na de uitschakeling van de Rode Duivels op het WK 2014 tweette De Mos een opmerking die in België fel bekritiseerd werd. Door het voorval speelde De Mos zijn rol als vaste analist in het Vlaams voetbalprogramma Stadion kwijt aan Wim De Coninck. De Mos wisselt voortaan af met Tom Soetaers als tweede analist.

## Vroege wissels
Naast het bijgeloof van De Mos staat de Hagenaar ook bekend om zijn vroege wissels. Terwijl het voor een coach eerder ongebruikelijk is om een speler nog voor de rust te wisselen - tenzij het door een blessure niet anders kan - haalde De Mos tijdens zijn carrière regelmatig spelers nog voor de pauze naar de kant. Een vroege wissel wordt doorgaans beschouwd als een vernedering.
- Bij Anderlecht wisselde De Mos ooit Patrick Vervoort en Stephen Keshi na enkele minuten. Vervoort werd volgens De Mos beter van zo'n vroege wissel.[53]
- Bij Vitesse was Haim Megrelishvili kop van Jut. Hij werd op 15 maart 2008 na 6 minuten naar de kant gehaald in een duel tegen FC Twente. Twee weken later werd hij al na 16 minuten gewisseld tegen AZ.
- Erik Falkenburg werd bij Sparta Rotterdam gewisseld na 23 minuten. Ook Ayodele Adeleye van Sparta werd al snel opgeofferd door De Mos.[54]
- Ook bij het Griekse Kavala waren vroege wissels schering en inslag.[45]

## Tessa de Mos
Tessa de Mos, de oudste dochter van Aad, is ook in het voetbal actief. Ze is als spelersmakelaar en begeleider van spelers werkzaam. Zo richtte ze samen met haar vader het bedrijf Mos Management Sport op. In 2002, toen Aad bij KV Mechelen ontslagen werd, beschuldigde voorzitter Willy Van den Wijngaert haar ervan met spelers het bed gedeeld te hebben om informatie los te weken. Tessa spande uiteindelijk een proces aan wegens laster. Van den Wijngaert werd in dit proces vrijgesproken, omdat de uitspraken niet in het openbaar gedaan zouden zijn.

## Trivia en opmerkelijke uitspraken
- In september 2008 zou De Mos zijn ingegaan op een aanbieding van het eiland Vanuatu (Oceanië). Ondanks dat zelfs de FIFA dit op haar website meldde, berust dit op een misverstand. De Mos werd naar eigen zeggen verward met de trainer die Moss heette.
- Door de goede seizoenstart met Vitesse kreeg hij de bijnaam Aadje Maximaal of Aad Resultaat opgespeld vanwege de overwinningen op Sparta, AZ en NEC.
- Een uitspraak van De Mos: "Dit is nu allemaal wel leuk... Maar je wordt geen kampioen tegen Feyenoord... Nee, je wordt kampioen tegen Haarlem, Groningen, Den Bosch." Dit was na Ajax-Feyenoord (8-2, 18 september 1983). Ajax eindigde als derde in het seizoen 1983/84, met enige achterstand op Feyenoord. In de zes duels tegen Haarlem, Groningen en Den Bosch verloor Ajax er twee (beiden met 3-0), en eindigden er twee in een gelijkspel. In verband met die grilligheid van Ajax in het seizoen 1983/84, de uitspraak: "Dat is inherent aan een jonge ploeg."
- Nog enkele uitspraken van De Mos: "... zoals je ziet..." "Het gras is nogal sappig." (vergelijking voetbalvelden in Nederland met die in Saoedi-Arabië) "Als wij er in Praag straks één maken, moeten zij er drie maken."  Na de uitschakeling in oktober en november 1984 tegen Bohemians Praag (1e duel 1-0; 2e duel 0-1 na verlenging, en vervolgens 2-4 na strafschoppen): "Dat weten we bij Ajax. Overwinningen van Ajax beschouwt iedereen als normaal. Nederlagen, daar wordt zwaar over geschreven en gesproken." "Na 10 wedstrijden zijn we nog steeds ongeslagen. Dat alleen al is een reden om met vertrouwen verder te gaan." "Of je nu Cruijff, Ivić, of De Mos heet, er staat altijd "ex-Ajax" achter je naam. Het waren vijf tropenjaren."
- In december 2009 wilde hij bondscoach van Schotland worden.[57]
- De Mos doet in zijn vrije tijd regelmatig aan hardlopen en schaatsen. Hij is tevens een fervent Twitteraar.
- Van 1981 tot 1983 werkte De Mos bij Ajax samen met Johan Cruijff. Hoewel De Mos trainer was en Cruijff speler zijn de twee leeftijdsgenoten, beiden geboren in de lente van 1947.

## Erelijst
Als trainer
| Competitie        |        |                                            |      |      |
| Competitie        | Aantal | Jaren                                      |      |      |
| Ajax              | Ajax   | Ajax                                       | Ajax | Ajax |
| ----------------- | ------ | ------------------------------------------ | ---- | ---- |
| Eredivisie        | 3×     | 1981/82 (als assistent), 1982/83, 1984/85* |      |      |
| KNVB beker        | 1×     | 1982/83                                    |      |      |
| KV Mechelen       |        |                                            |      |      |
| Internationaal    |        |                                            |      |      |
| Europacup II      | 1×     | 1987/88                                    |      |      |
| Europese Supercup | 1×     | 1988                                       |      |      |
| Nationaal         |        |                                            |      |      |
| Eerste Klasse     | 1×     | 1988/89                                    |      |      |
| Tweede Klasse     | 1x     | 2001/02                                    |      |      |
| Beker van België  | 1×     | 1986/87                                    |      |      |
| RSC Anderlecht    |        |                                            |      |      |
| Eerste Klasse     | 1×     | 1990/91                                    |      |      |

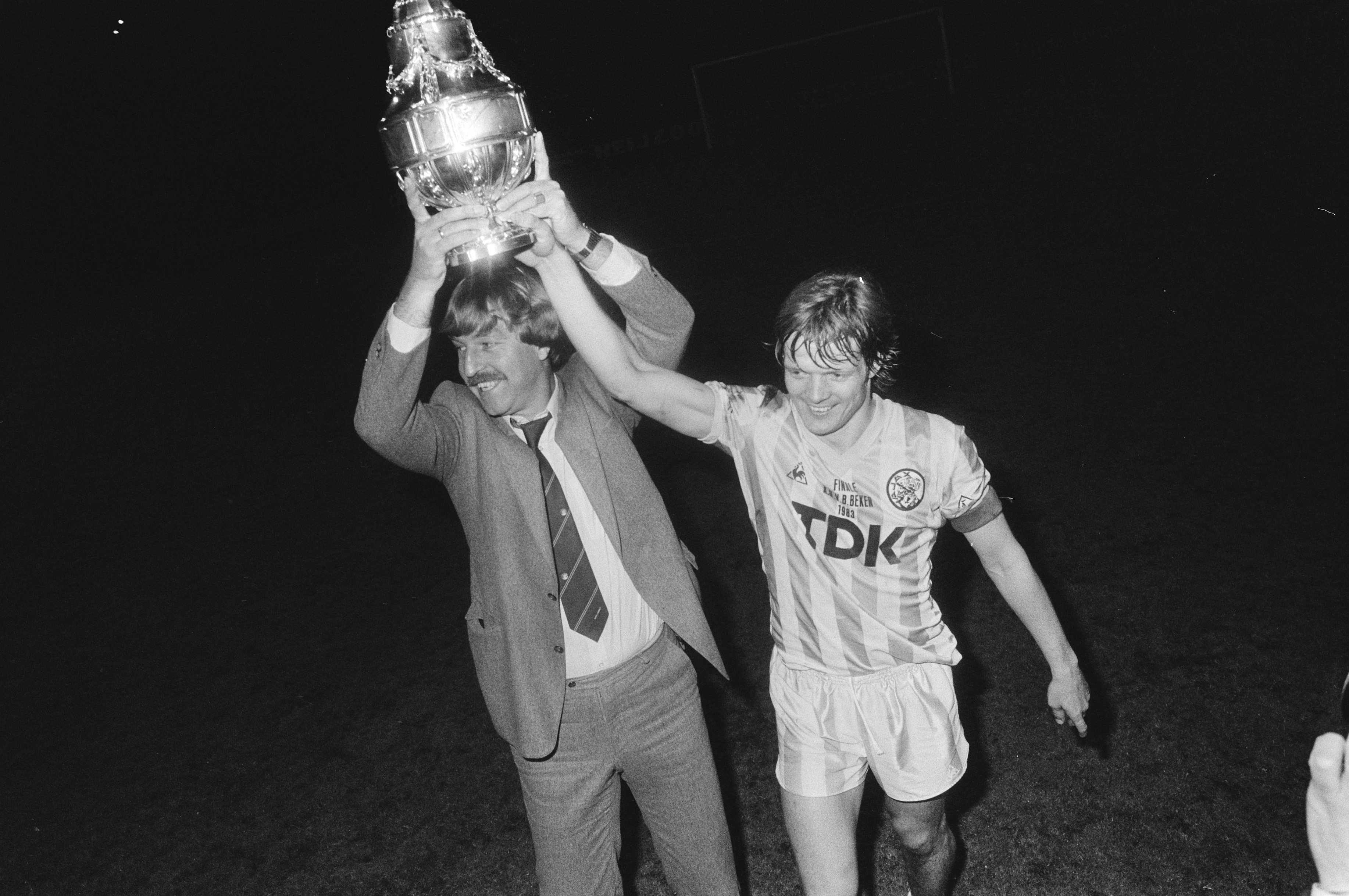
Aad de Mos en aanvoerder Søren Lerby met de KNVB Beker op 17 mei 1983, nadat ook de 2e finale tegen NEC met 1-3 is gewonnen door Ajax.

* In mei 1985 werd De Mos vijf duels voor het einde van de competitie ontslagen bij Ajax na een conflict met het bestuur.
Tonny Bruins Slot, Spitz Kohn en Cor van der Hart maakten het seizoen af en legden beslag op de landstitel van Eredivisie-seizoen 1984/85.